# Trouble☆Witches
《Trouble☆Witches: Episode1 Daughters of Amalgam》是由Studio SiestA開發於2007年8月17日上市的Microsoft Windows的清版射擊遊戲。《Trouble☆Witches AC》於2009年7月1日在街機Taito Type X發售，2012年2月22日在街機NESiCAxLive發售。《Trouble☆Witches Neo!》是由SNK PLAYMORE發行於2011年4月27日在Xbox 360發售。《Trouble☆Witches Origin》是由Rocket-Engine發行於2016年11月21日在Microsoft Windows的Steam版發售。《Trouble☆Witches Final!》是由Rocket-Engine發行於2023年7月6日在任天堂Switch及PlayStation 4發售，《Trouble☆Witches Final! Last End》是2025年10月23日在PlayStation 5發售。

## 外部連結
- 官方网站：原版、AC版、Neo版、Origin版、Final版、Final! Last End版（日語）